# 科莫 (科羅拉多州)
科莫（英語：Como）是位於美國科羅拉多州帕克縣的一個非建制地區。該地的面積和人口皆未知。

## 地理
科莫的座標為39°18′57″N 105°53′32″W / 39.31583°N 105.89222°W，而該地的平均海拔高度為2991米（即9813英尺）。